# Ryszard Zembaczyński
Ryszard Andrzej Zembaczyński (ur. 28 czerwca 1948 w Cieplicach Śląskich-Zdroju) – polski samorządowiec i polityk, w latach 1990–1998 wojewoda opolski, w latach 2002–2014 prezydent Opola.

## Życiorys
Ukończył studia na Politechnice Śląskiej w Gliwicach, działał w ZSP. Uczestniczył w szkoleniach w USA i we Francji.
Od 1974 pracował w Wojewódzkim Biurze Projektów Budownictwa Komunalnego w Opolu. W 1981 mianowano go na dyrektora Wydziału Ochrony Środowiska i Gospodarki Terenowej Urzędu Wojewódzkiego w Opolu, później w latach 1982–1985 kierował Wydziałem Gospodarki Komunalnej i Mieszkaniowej w tym urzędzie. W 1985 objął funkcję wicewojewody opolskiego, rekomendowany przez Stronnictwo Demokratyczne, w którym działał od 1970. Stanowisko to zajmował do 1990, tj. do czasu mianowania na urząd wojewody opolskiego. Funkcję tę sprawował do końca 1998 – był najdłużej urzędującym wojewodą w latach 90.
W latach 1998–2002 z ramienia Akcji Wyborczej Solidarność zasiadał w sejmiku opolskim I kadencji, przewodniczył Komisji Polityki Regionalnej i Współpracy z Zagranicą. Od 1999 do 2001 zajmował stanowisko dyrektora oddziału Banku Ochrony Środowiska w Opolu. Następnie do 2002 prowadził działalność gospodarczą jako doradca inwestycyjny.
W 2001 dołączył do Platformy Obywatelskiej, pełnił funkcję wiceprzewodniczącego zarządu regionu opolskiego tej partii. W 2002 po raz pierwszy został prezydentem Opola, wygrywając w pierwszej turze wyborów bezpośrednich z wynikiem około 66% głosów. W wyborach samorządowych w 2006 uzyskał reelekcję (również w pierwszej turze, w której zdobył ponad 51% głosów). W 2010 wygrał wybory na kolejną kadencję w drugiej turze. W maju 2012 został skazany przez sąd I instancji nieprawomocnym wyrokiem na karę 1 roku i 6 miesięcy pozbawienia wolności z warunkowym zawieszeniem jej wykonania na okres 4 lat próby za przekroczenie uprawnień w czasie pełnienia funkcji dyrektora opolskiego oddziału Banku Ochrony Środowiska. We wrześniu 2013 Sąd Okręgowy uchylił ten wyrok i postępowanie karne prawomocnie umorzył. W 2014 Ryszard Zembaczyński nie ubiegał się o prezydencką reelekcję. Został w tym samym roku wybrany z listy PO do sejmiku opolskiego V kadencji. W 2018 nie ubiegał się o reelekcję.
Syn Bolesława, jego teściem był pułkownik Ludwik Kukier. Jest żonaty, ma dwoje dzieci (w tym syna Witolda Zembaczyńskiego). W 2013 poinformował, że choruje na chorobę Parkinsona.

## Odznaczenia i wyróżnienia
W 2003 odznaczony „Missio Reconciliationis”. W 2010 otrzymał Srebrną Odznakę „Zasłużony dla Ochrony Przeciwpożarowej”.